# Ґеленіт
Ґеленіт (рос. геленит; англ. gehlenite; нім. Gehlenit m – мінерал, алюмосилікат кальцію.

## Етимологія та історія
Вперше ґеленіт був знайдений в 1815 році на Монте Монцоні в долині Фасса в Італії і описаний Йоганом Непомуком фон Фуксом, який назвав цей мінерал на честь німецького хіміка Адольфа Фердинанда Гелена. Місцевість першознахіки мінералу знаходиться в долині Фасса в провінції Тренто, Італія.

## Загальний опис
Хімічна формула: Ca2Al(AlSi)O7. AlAl заміщається MgSi з утворенням акерманіту. Містить (%): CaO – 37,55; Al2О3 – 29,88; SiO2 – 26,33. Домішки: MgO, Fe2O3, FeO, H2O. Сингонія тетрагональна. Кристали товсто-таблитчасті, коротко-стовпчасті, іноді кубо-октаедричні. Густина 2,9-3,1. Тв. 5,5-6. Колір зеленуватий до сірого і бурого. Блиск скляний. Ґ. – компонент фельдшпатоїдних порід. Зустрічається з везувіаном, ґросуляром, кальцитом у контактово-метасоматичних утвореннях серед вапняків, а також у шлаках металургійних печей. Утворюється за рахунок вапняків при їх взаємодії з магмою основного складу (знахідки в районі Скоут-Гілл, Півн. Ірландія). В зоні контакту вапняків і долеритів асоціює з авгітом, егірином, нефеліном, лабрадоритом і перовськітом, бредигітом. Зустрічається в районі Монте-Сомма і Везувію (Італія). Рідкісний.

## Різновиди
Розрізняють:
- ґеленіт залізистий (гіпотетичний кінцевий член ізоморфного ряду Ca2Al [(Si, Al)2O7] – Ca2Fe[(Si, Al)2O7]);
- ґеленіт залізний (відміна ґеленіту, яка містить до 7,76 % Fe2О3 і до 5,66 % Al2O3).